# النابية
النابية هي قرية من قرى محافظة القطيف بالمنطقة الشرقية من المملكة العربية السعودية. وأحد المراكز الإدارية التابعة لإمارة المنطقة الشرقية. تقع شمال غرب مدينة الدمام ويفصل بينها وبين سيهات طريق الظهران الجبيل السريع وتمتاز بأنها تقع بين طريق الظهران الجبيل السريع شرقًا وطريق أبو حدرية غربًا ويقدر عدد سكانها بـ14,000 نسمة حسب إحصاء 2010م.

## التسمية
عُرفت النابية قديمًا باسم «القاسمة». وبعد ان تزايد الإستيطان فيها سميت النابية، لارتفاعها النسبي عما حولها.

## النشاط الاقتصادي
بعد أن تمددت التجمعات السكنية في القطيف ومناطقها المختلفة: «سيهات» و«تاروت» و «صفوى» و«عَنك» وأم الساهك وأبو معن ومن ضمنها: النابية، احتاج التوسع إلى مدارس، ومستوصفات، ومستشفيات، ودوائر حكومية للدولة في جميع أنشطة وزاراتها إلى أعداد من الموظفين. دخلت الزراعة حينئذ مرحلةً جديدةً في هذا التحول للنشاط من الزراعة إلى الصناعة، والخدمات إلى مرفق من مكونات اقتصاديات البلد فرضها التوسع في استحداث المساحات الزراعية في فضاء محافظة القطيف، وامتدت مئات الكيلو مترات باتجاه الجبيل و«أبو حدريَّة»، واستصلحت براري خلف النابية لتصبح من مكونات النشاط.

## التركيبة السكانية
يكنت الكثير من القبائل ذات الأصول إلى شرق شبه الجزيرة العربية ومنهم  (الجزيرة العربية)|وبنو هاجر و الدواسر و ال مره و العجمان و الجحادر و عبيده و زعب و السهول وسبيع و يام في النابية.

## وصلات خارجية
- كتاب واحة على ضفاف الخليج.| - ع - ن - ت القطيف | - ع - ن - ت القطيف                                                                                                                               | - ع - ن - ت القطيف |
| ------------------ | --- | ------------------ |
| مدن                | - القطيف - سيهات - عنك - صفوى. |                    |
| قرى وضواحي         | - القديح - العوامية - البحاري - أم الحمام - أم الساهك - أبو معن - الأوجام - الجش - الخويلدية - الجارودية - حلة محيش - التوبي - الملاحة - النابية |                    |
| جزر                | - جزيرة تاروت - دارين - سنابس - الربيعية - الرفيعة - فريق الأطرش - الديرة - الزور - جزيرة سوق السمك                                              |                    |
| قلاع               | - قلعة تاروت - قلعة القطيف - قلعة دارين |                    |
| مجمّعات ثقافية      | - المكتبة العامة في القطيف - متحف القطيف الحضاري                                                                                                 |                    |
| معالم              | - مطار الرفيعة - برج أبو الليف - ميناء دارين - مدفن جاوان - مقام الخضر - سوق الخميس - شاطئ الرملة البيضاء                                        |                    |
| عيون وحمّامات       | - عين الكعيبة - عين طيبة - عين الصدرية - عين داروش - حمام أبو لوزة                                                                               |                    |
| الاقتصاد           | - الزراعة - النوخذة - الطواشة |                    |
| المجتمع            | - اللهجة |                    |
| ذات صلة            | - ابن بانوا |                    |